# ONG Nos Buscamos

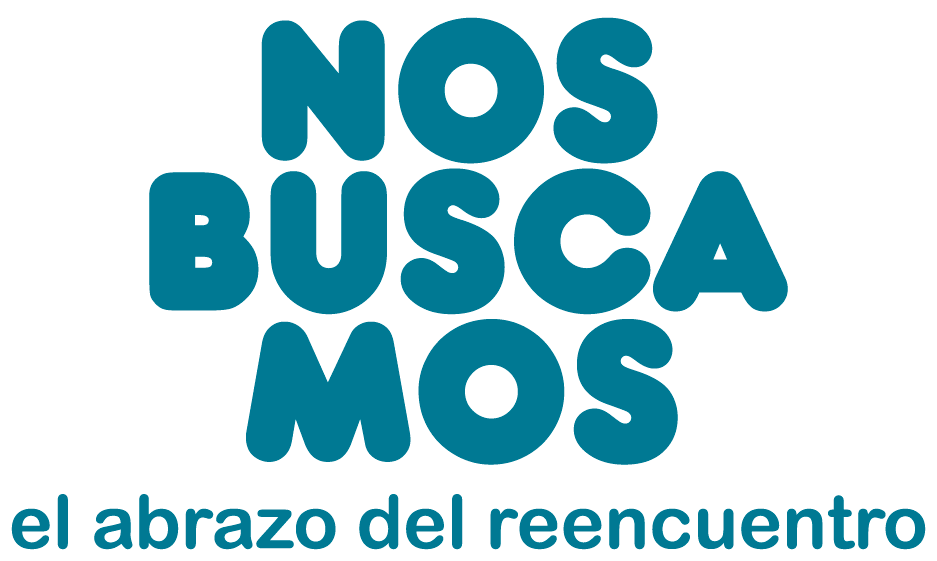
Logo desde 2019

La ONG Nos Buscamos es una organización no gubernamental chilena sin fines de lucro. Tiene como misión promover el reencuentro de familias separadas por tráfico de niños, también conocido como adopciones ilegales o irregulares.
Fundada en 2014 por Constanza del Río, la organización acoge a madres, hijos y familiares de estos, que apelan al derecho de conocer sus orígenes biológicos y culturales.
A 2019, su base de datos cuenta con más de 4000 casos registrados —entre los años 1960 y 1999—, logrando el reencuentro en 47 de ellos.

## Historia

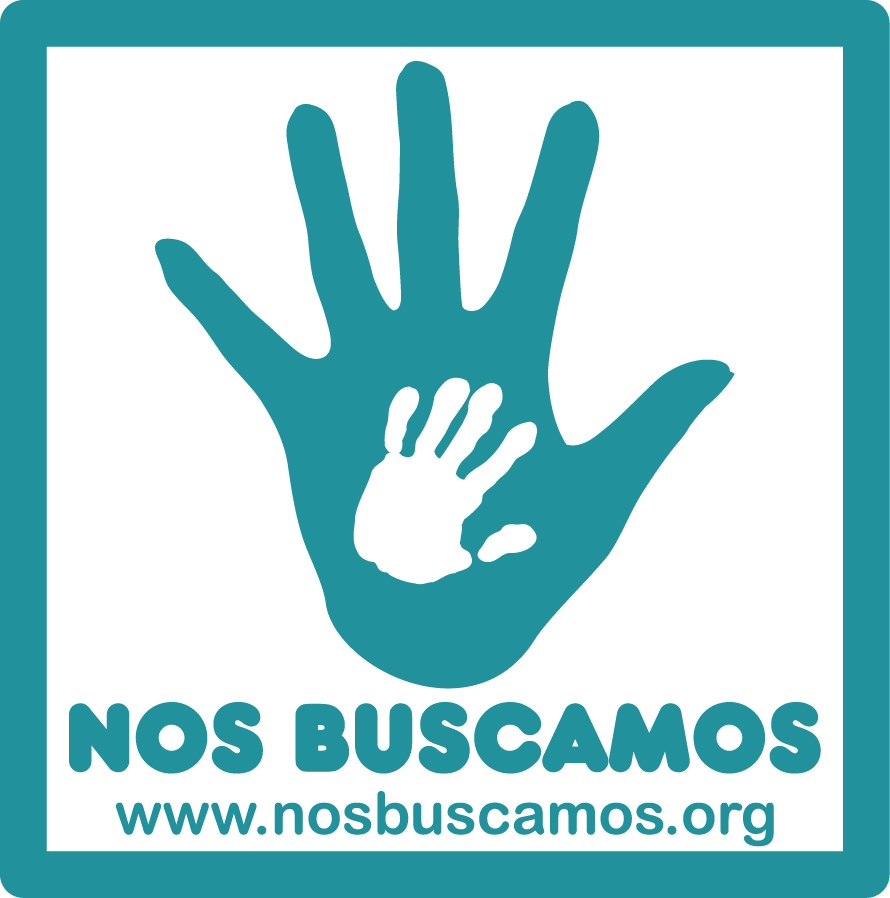
Logo anterior, usado desde 2014

Nos Buscamos se constituye en julio de 2014, después que Constanza del Río se enterara, el año 2012, que había sido adoptada. En el proceso de su búsqueda sanguínea, se encuentra con un reportaje de Ciper Chile donde se exponen casos de madres que creían que sus hijos habían fallecido en el proceso de parto, siendo esto un engaño para darlos en adopción de forma irregular. Los casos tenían como factor común la ex Clínica Carolina Freire, mismo lugar donde creía haber nacido según el relato de sus padres adoptivos. En un intento de comunicarle a su madre biológica que estaba viva y que la buscaba, pega un cartel en las ruinas de lo que era el área de maternidad con un mensaje: «En esta maternidad fui dada en "adopción". Ando buscando mi historia».
Motivados por las historias que iban conociendo sobre sustracción de menores desde Servicios de Salud y Hogares de Menores en Chile, Constanza y amigos deciden crear la ONG para canalizar de mejor manera los casos. Al poco tiempo, tenían cientos de inscritos en la misma situación, no solo de Chile, sino que también desde el extranjero. Durante semanas junto a voluntarios cercanos, contuvieron y orientaron a las personas que los contactaban pidiendo apoyo. De a poco se fue constituyendo la organización y se conformó una metodología de investigación para cada historia. Debido a que estas, a pesar de ser similares tienen cada una su propia particularidad, se hizo fundamental la toma de muestras de saliva, tanto para dejar un registro en la base de datos de ADN —en el caso de las madres y familiares—, como para desarrollar una investigación genealógica en el caso de los adoptados que permitiera obtener coincidencias genéticas.
A raíz de estas investigaciones varios casos se fueron resolviendo, siendo la misma Constanza del Río el reencuentro N.º13.
En su rol por visibilizar los delitos cometidos e impulsar a que estos sean investigados y castigados, la fundación ha expuesto en «Comisión Investigadora de Adopciones Ilegales» de la Cámara de Diputados. También se ha reunido con el juez Mario Carroza, quien lleva adelante una investigación por adopciones ilegales, para formar equipo y aportar los datos obtenidos en las investigaciones propias.
En julio de 2019, obtienen del Ministerio de Bienes Nacionales un inmueble ubicado en Providencia, que se transforma en la nueva sede de la fundación.

## Libro
En 2019 se edita el libro Nos Buscamos, en que Constanza del Río detalla la historia de la ONG, así como la propia.